# وانغ لو
وانغ لو (1930 في الصين - 7 فبراير 2007 في الصين) هو مدرب كرة قدم ولاعب كرة قدم صيني في مركز الهجوم. شارك مع منتخب الصين لكرة القدم.